# Malčice (Předotice)
Malčice jsou vesnice, část obce Předotice v okrese Písek v Jihočeském kraji. Nachází se asi tři kilometry severně od Předotic. Je zde evidováno 63 adres. V roce 2011 zde trvale žilo 94 obyvatel.
Malčice leží v katastrálním území Malčice u Mirotic o rozloze 4,35 km².

## Historie
První písemná zmínka o vesnici pochází z roku 1312.

## Obyvatelstvo
| Rok            | 1869 | 1880 | 1890 | 1900 | 1910 | 1921 | 1930 | 1950 | 1961 | 1970 | 1980 | 1991 | 2001 | 2011 | 2021 |
| -------------- | ---- | ---- | ---- | ---- | ---- | ---- | ---- | ---- | ---- | ---- | ---- | ---- | ---- | ---- | ---- |
| Počet obyvatel | 317  | 358  | 342  | 348  | 335  | 349  | 277  | 215  | 187  | 169  | 140  | 93   | 84   | 94   | 94   |
| Počet domů     | 39   | 53   | 56   | 60   | 61   | 62   | 60   | 59   | 51   | 49   | 46   | 43   | 59   | 63   | 62   |

## Obecní správa
Při sčítání lidu v letech 1850–1929 Malčice byly osadou obce Radobytce v okrese Písek. V letech 1930–1962 byly samostatnou obcí v okrese Písek. V letech 1963–1987 byly částí obce Podolí II v okrese Písek. Od 1. ledna 1988 do 28. února 1990 byly částí obce Čížová v okrese Písek. Od 1. března 1990 jsou částí obce Předotice v okrese Písek.

## Pamětihodnosti
- Návesní kaple[10]
- Kamenný kříž nedaleko od návesní kaple nese na spodní části podstavce dataci 1870.[11]
- Poblíž návsi se ve výklenku u hospodářského stavení čp. 32 nachází drobný kovový kříž, který je umístěný na třech kamenných stupních.[11]
- Sloup se sousoším Nejsvětější Trojice se nalézá na severozápadní okraji vesnice při křižovatce polních cest. Sloup je vedený v Seznamu kulturních památek v okrese Písek.
- Naproti sloupu se sousoším Nejsvětější Trojice na okraji vesnice se nachází novodobá výklenková kaple.
- Pomník padlým v první a druhé světové válce.
- Žulový smírčí kříž se nachází západním směrem, zhruba půl kilometru, na polní cestě směrem k Bořicům. Rozměry kříže: výška 110 centimetrů, šířka 63 centimetrů, síla 24 centimetrů.[12] Příběh ani pověst se ke kříži neváže.[11]
- U výjezdu z vesnice směrem k hlavní silnici je po pravé straně umístěný kovový kříž na vysokém kamenném podstavci. Nápis na kříži: 12. 9. 1880.[11]
- V poli u komunikace 604 ve směru na Radobytce se nachází kříž.

## Galerie

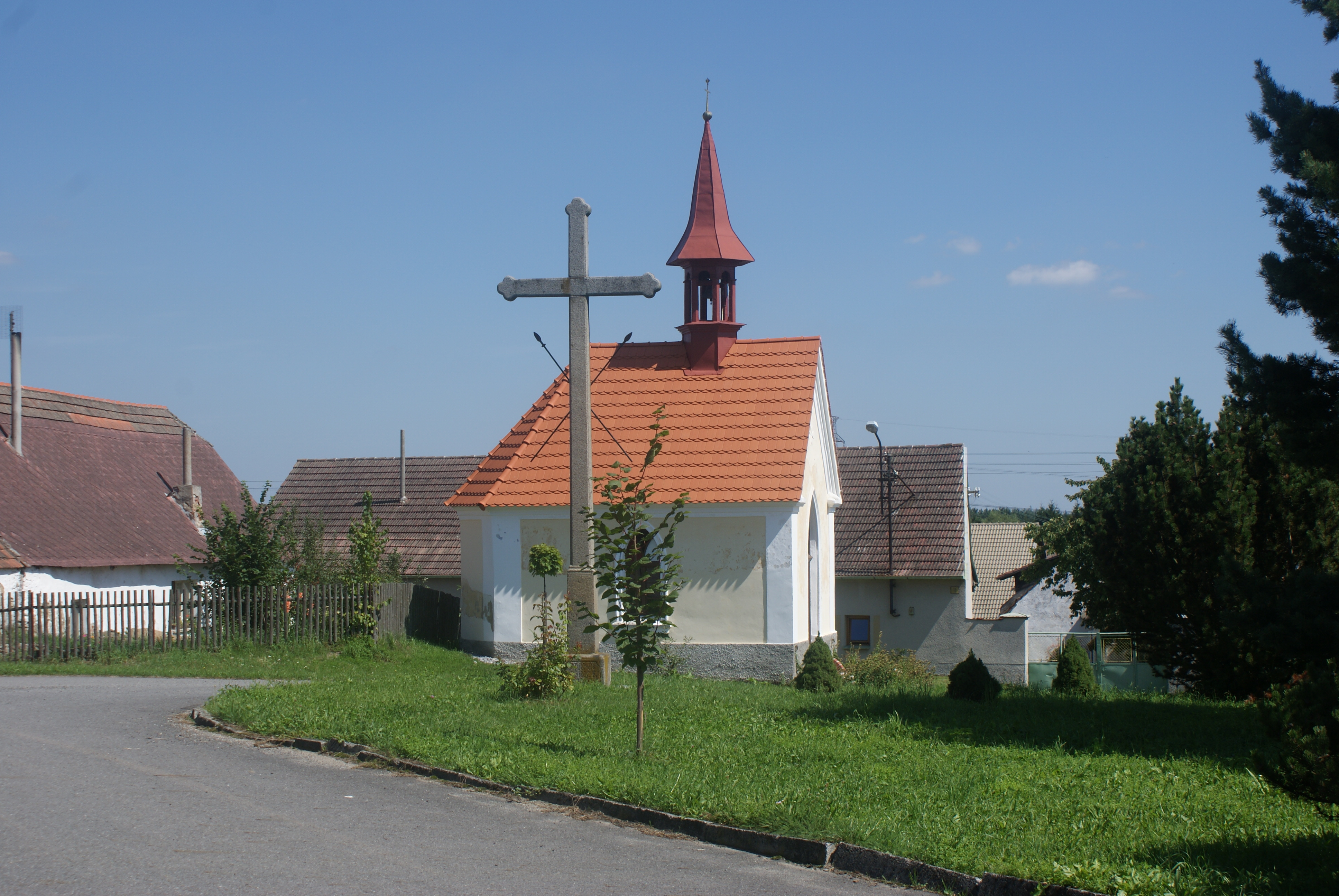
Návesní kaple a kříž
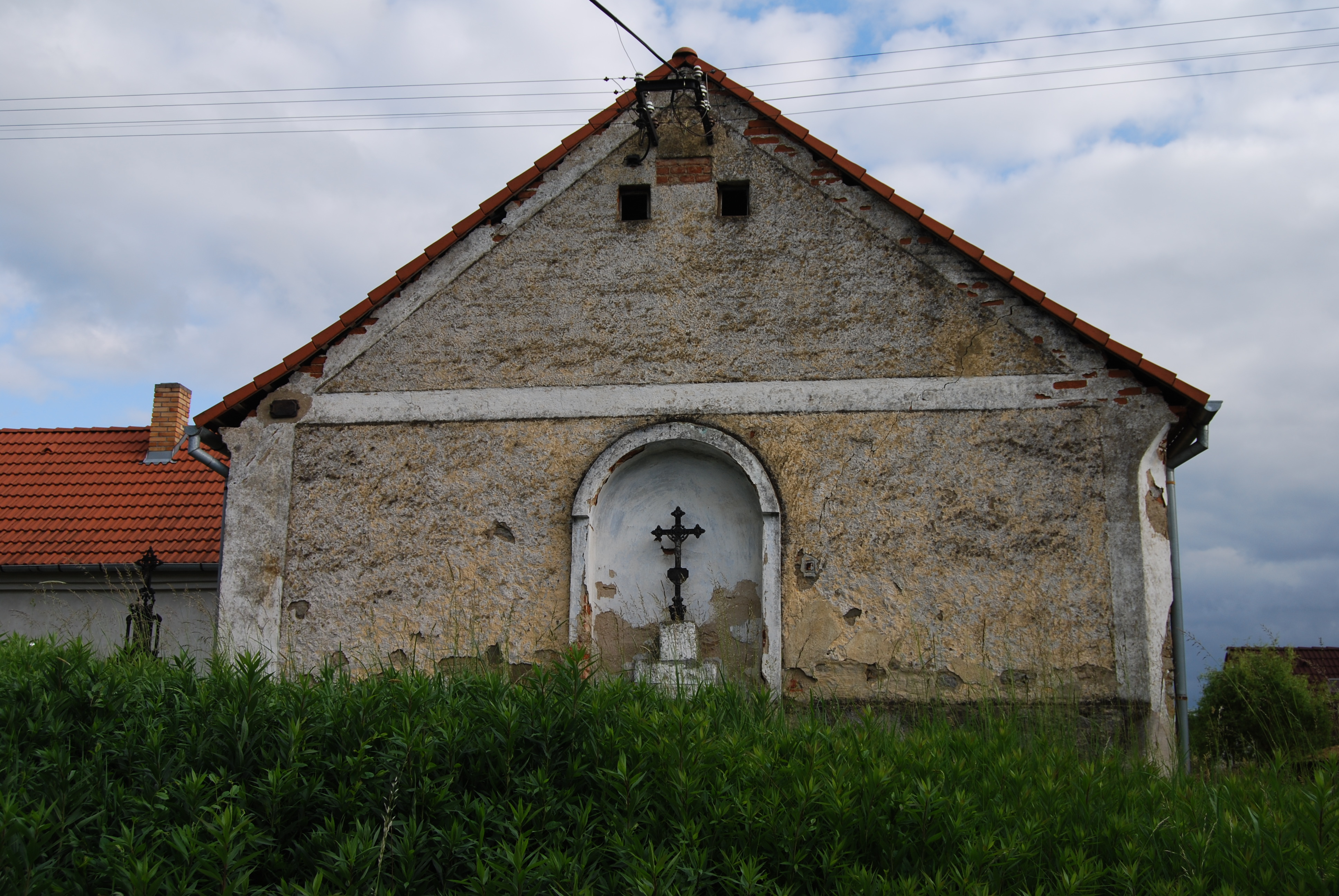
Kříž poblíž návsi
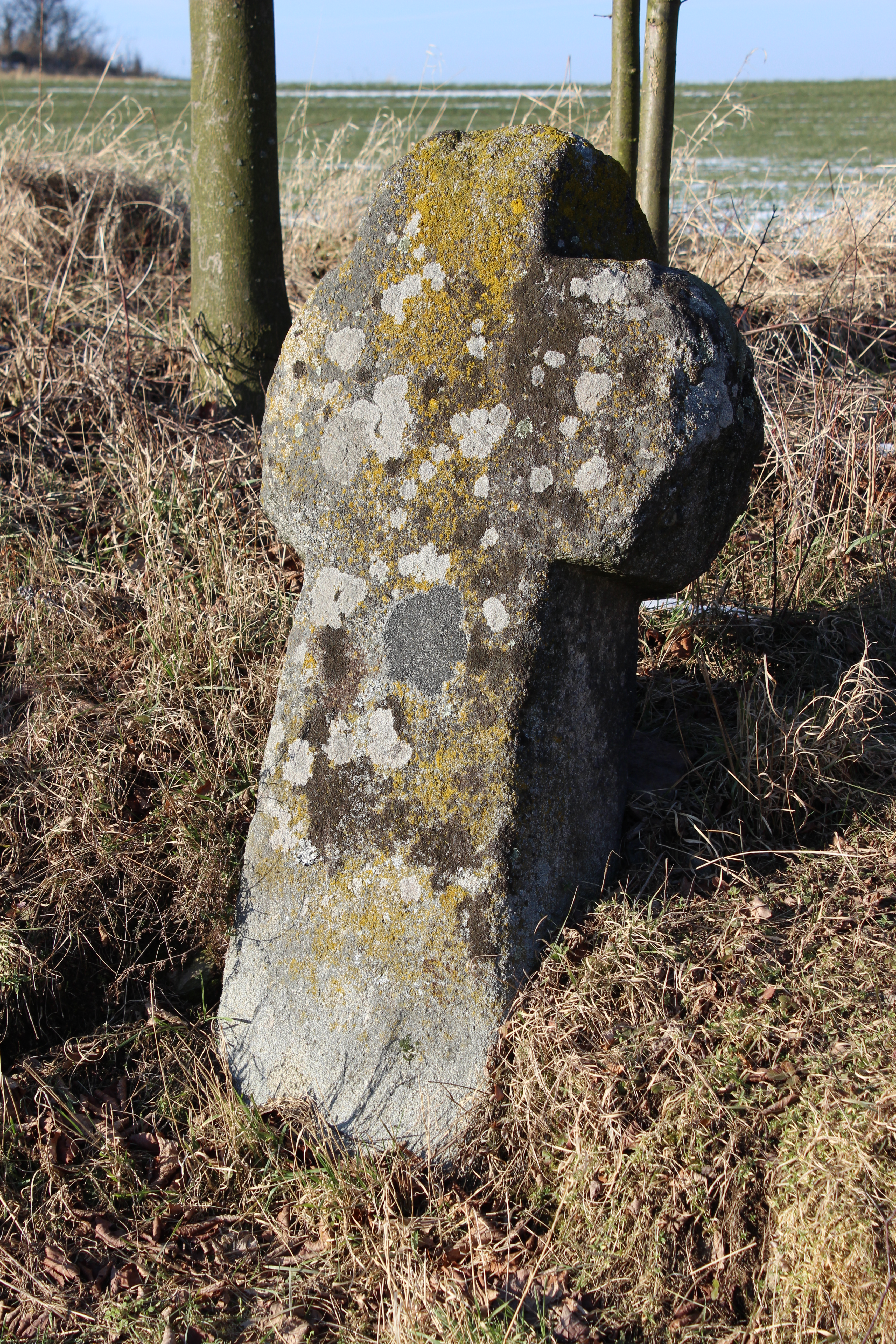
Smírčí kříž
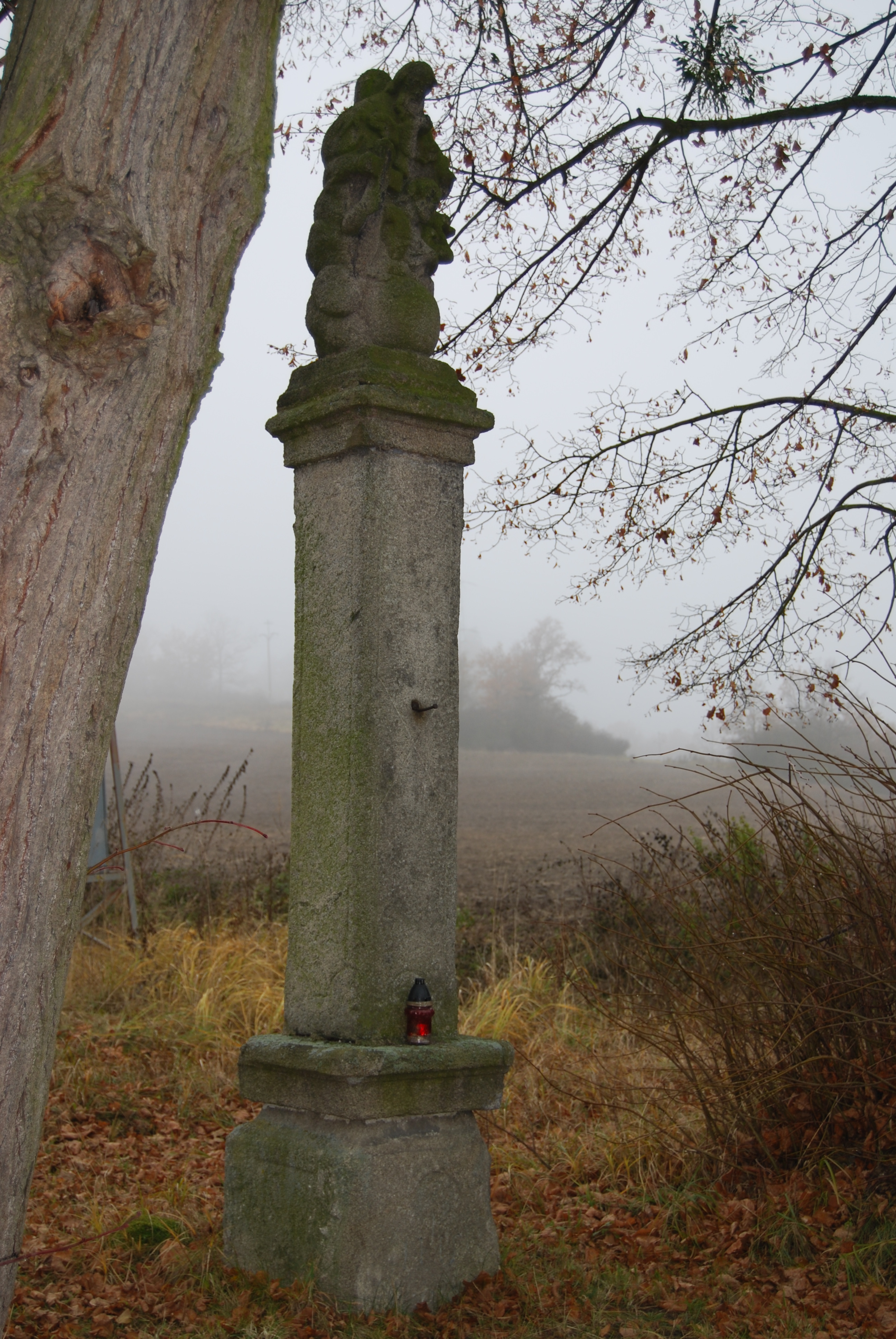
Sloup se sousoším Nejsvětější Trojice
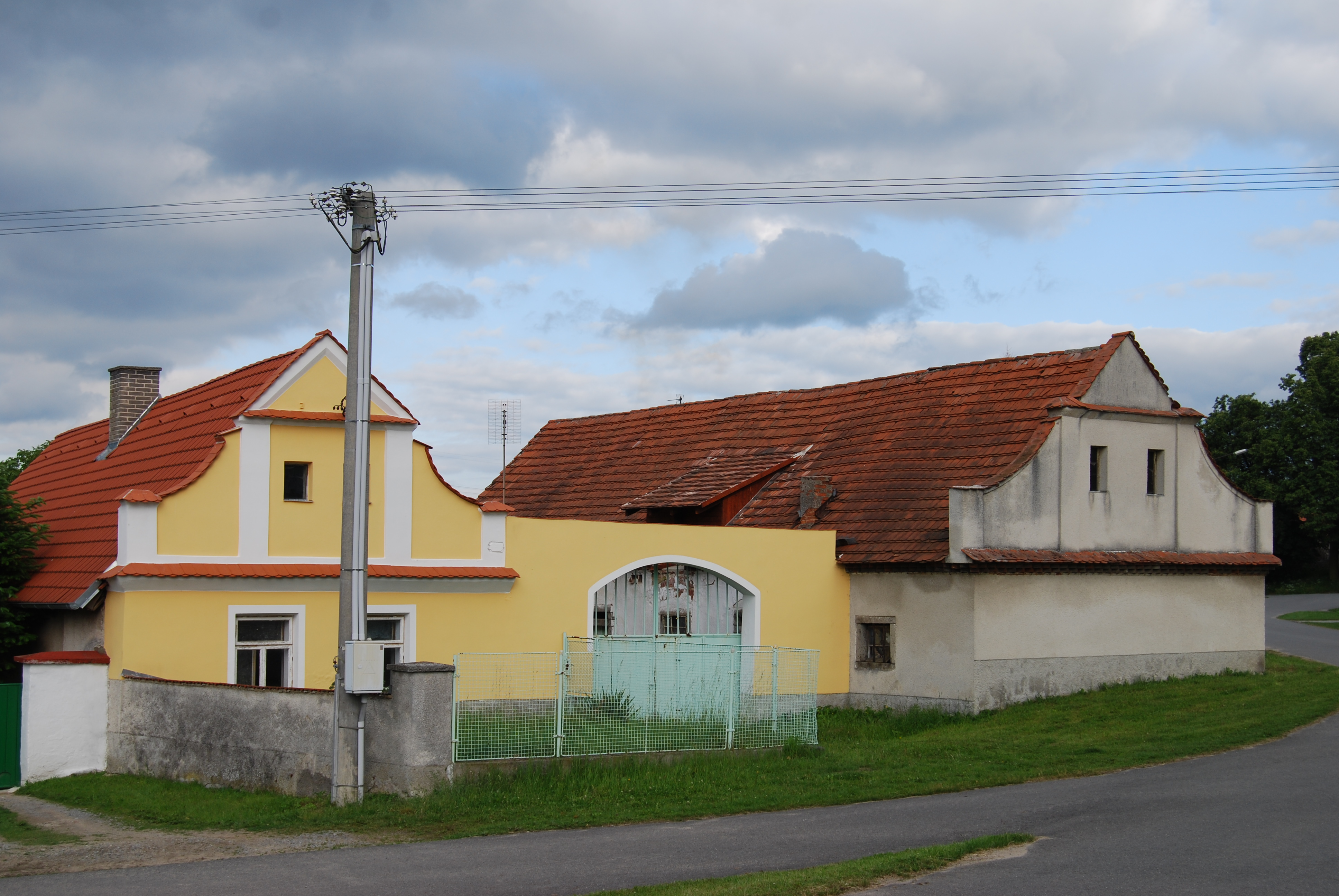
Stavení
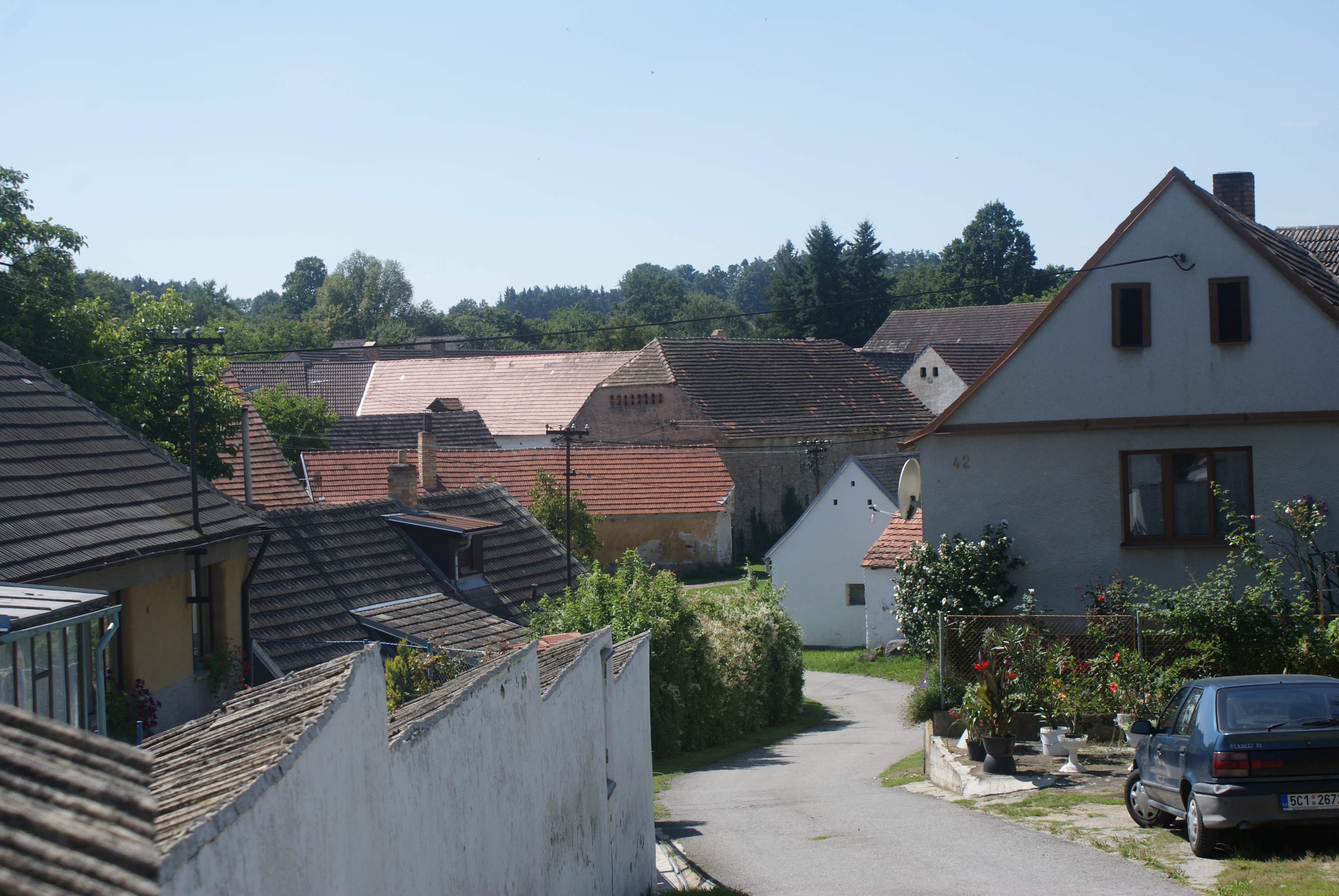
Pohled na obec
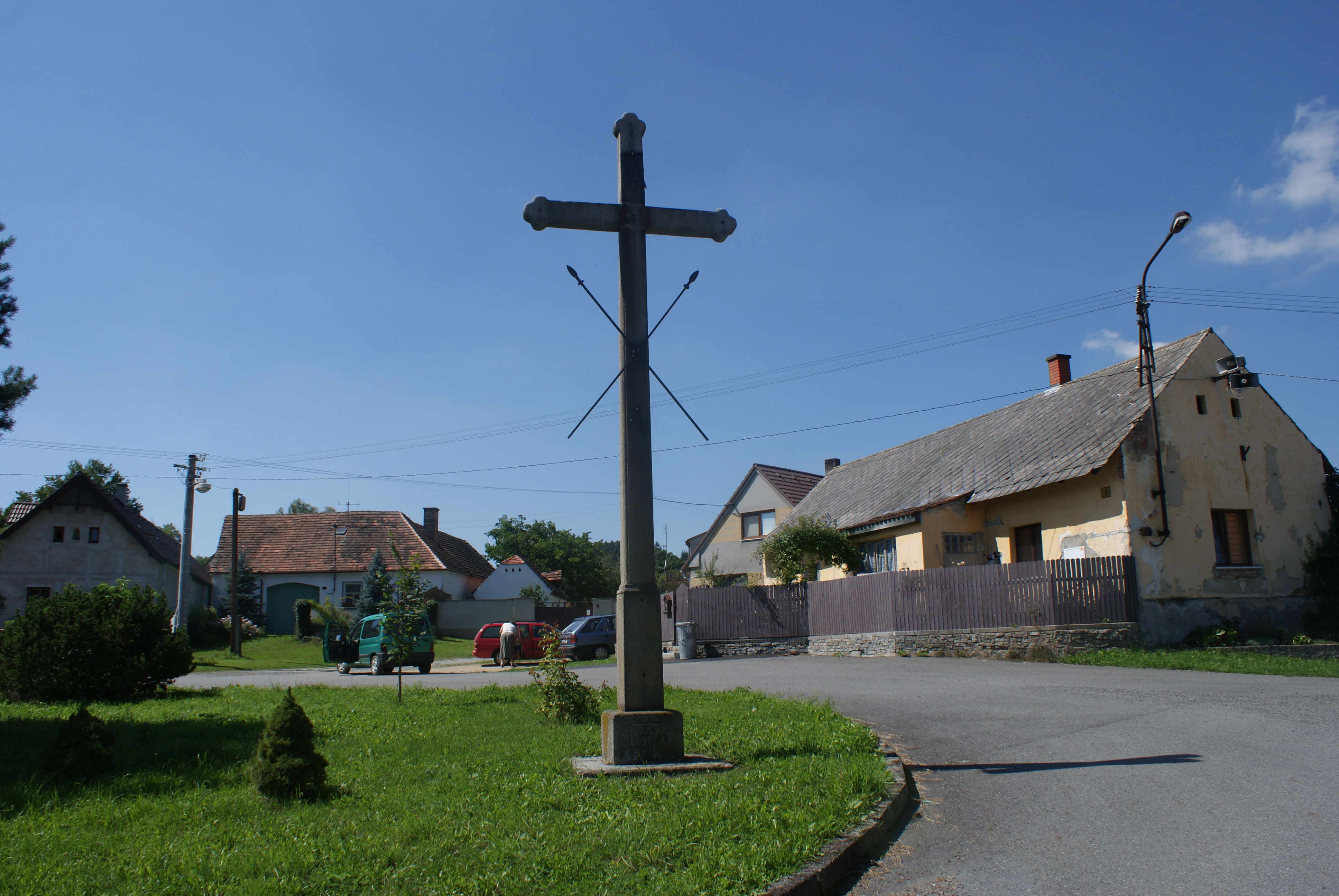
Kříž na návsi